# Genyorchis apertiflora
Genyorchis apertiflora är en orkidéart som beskrevs av Victor Samuel Summerhayes. Genyorchis apertiflora ingår i släktet Genyorchis och familjen orkidéer. Inga underarter finns listade i Catalogue of Life.